# Лауреана-Чиленто
Лауреана-Чиленто (італ. Laureana Cilento) — муніципалітет в Італії, у регіоні Кампанія,  провінція Салерно.
Лауреана-Чиленто розташована на відстані близько 280 км на південний схід від Рима, 90 км на південний схід від Неаполя, 50 км на південний схід від Салерно.
Населення — 1189 осіб (2014).
Щорічний фестиваль відбувається 3 червня. Покровитель — San Cono Abate.

## Демографія
Населення за роками:

Станом на 1 січня 2023 року в муніципалітеті офіційно проживали 43 іноземці з 13 країн, серед них 20 громадян країн Євросоюзу та 6 громадян України.

## Сусідні муніципалітети
- Агрополі
- Кастеллабате
- Лустра
- Пердіфумо
- Торк'яра